# Ugliànets
Ugliànets (en rus: Углянец) és un poble de l'óblast de Vorónej, a Rússia, segons el cens del 2010 tenia 3.658 habitants.